# Флећефјорд
Флећефјорд (норв. Flekkefjord) је насељено место у Норвешкој у округу Западни Агдер. Има статус града од 1842.